# Phoebe Bacon
Phoebe Bacon (Washington D.C., 12 augustus 2002) is een Amerikaanse zwemster. Ze vertegenwoordigde haar vaderland op de Olympische Zomerspelen 2020 in Tokio.

## Carrière
Bij haar internationale debuut, op de Pan-Amerikaanse Spelen 2019 in Lima, veroverde Bacon de gouden medaille op de 100 meter rugslag. Op de 4×100 meter wisselslag legde ze samen met Annie Lazor, Kendyl Stewart en Margo Geer beslag op de gouden medaille, samen met Cody Miller, Thomas Shields en Margo Geer werd ze gediskwalificeerd in de finale van de gemengde 4×100 meter wisselslag.
Tijdens de Olympische Zomerspelen van 2020 in Tokio eindigde de Amerikaanse als vijfde op de 200 meter rugslag.
Op de wereldkampioenschappen zwemmen 2022 in Boedapest behaalde ze de zilveren medaille op de 200 meter rugslag.

## Internationale toernooien
| Jaar | Olympische Spelen                         | WK langebaan                              | WK kortebaan                              | PanPacs                                   | Pan-Amerikaanse Spelen                                           |
| ---- | ----------------------------------------- | ----------------------------------------- | ----------------------------------------- | ----------------------------------------- | ---------------------------------------------------------------- |
| 2019 |                                           | geen deelname                             |                                           |                                           | 100m rugslag · 4×100m wisselslag · DSQ 4×100m wisselslag gemengd |
| 2020 | Geen toernooien vanwege de coronapandemie | Geen toernooien vanwege de coronapandemie | Geen toernooien vanwege de coronapandemie | Geen toernooien vanwege de coronapandemie | Geen toernooien vanwege de coronapandemie                        |
| 2021 | 5e 200m rugslag                           |                                           | geen deelname                             |                                           |                                                                  |
| 2022 |                                           | 200m rugslag                              | 13-18 december                            |                                           |                                                                  |

## Persoonlijke records
Bijgewerkt tot en met 27 april 2022
Langebaan
| Afstand      | Tijd    | Datum           | Plaats              |
| ------------ | ------- | --------------- | ------------------- |
| 50m rugslag  | 28,02   | 11 juni 2019    | Canet-en-Roussillon |
| 100m rugslag | 58,63   | 6 december 2019 | Atlanta             |
| 200m rugslag | 2.05,08 | 27 april 2022   | Greensboro          |